# Cadwallon Lawhir ap Einion
Cadwallon Lawhir ap Einion (Cadwallon lang hand zoon van Einion) regeerde over het koninkrijk Gwynedd in het begin van de zesde eeuw. Hij behoort tot de Welshe mythologie, wat we over hem weten moet dus met korrel zout worden geïnterpreteerd. Hij zou de laatste Ierse kolonisten van het eiland Anglesey hebben verdreven. Zijn zoon Maelgwn Gwynedd volgde hem op.